# Kevin Rollins
Kevin Alan Rollins (* 1. Februar 1978) ist ein ehemaliger US-amerikanischer American-Football-Spieler. Er spielte auf der Position des Linebackers.

## Karriere
Nachdem Rollins im NFL Draft 2001 nicht ausgewählt wurde verpflichteten ihn die New York Giants als Free Agent. Nachdem diese ihn entließen verpflichteten am 9. August 2001 die Arizona Cardinals Rollins. Diese entließen ihn nur achtzehn Tage später. Am 3. Oktober 2001 verpflichteten die Miami Dolphins Rollins für ihren Practice Squad, eine Woche später wurde er wieder entlassen. Am 17. Januar 2002 verpflichteten die Miami Dolphins Rollins. Am 7. Februar 2002 gaben die Dolphins bekannt, ihn für die NFL Europe nominiert zu haben. Dort wurde er anfangs den Barcelona Dragons zugewiesen. Am 28. April 2002 aktivierten ihn die Admirals vom Practice Squad. Am 30. August 2002 wurde er von den Dolphins entlassen.